# Julien Brulé
Julien Louis Brulé (ur. 30 kwietnia 1875 w Avilly-Saint-Léonard, zm. po 1924) – francuski łucznik, pięciokrotny medalista olimpijski.
Brulé startował na Letnich Igrzyskach Olimpijskich 1920 w Antwerpii.  Podczas tych igrzysk sportowiec sklasyfikowany został w pięciu konkurencjach i we wszystkich zdobył medale olimpijskie. Złoto zdobył tylko w strzelaniu do celu ruchomego z 50 m, w którym pokonał Belga Huberta Van Innisa. Wszystkie te konkurencje były jednak słabo obsadzone; w zawodach indywidualnych startował bowiem tylko on i Van Innis, a w drużynowych tylko dwie ekipy (Belgia i Francja); wyjątkiem było strzelanie drużynowe z 28 m, gdzie oprócz tych dwóch startowała jeszcze Holandia (Holendrzy zdobyli nawet złoto).
Zdobył aż pięć medali na jednych igrzyskach. W łucznictwie ustępuje pod tym względem tylko Hubertowi Van Innisowi. W strzelaniu do ruchomych tarcz Brulé był też trzykrotnym mistrzem Francji (1914, 1921, 1924). Z zawodu był stolarzem a po zakończeniu kariery sportowej zajął się prowadzeniem kawiarni w gminie Nogent-sur-Oise.